# 含山县
31°44′N 118°05′E / 31.733°N 118.083°E
含山县位于中国安徽省中部偏东，是马鞍山市下辖的一个县。区域总面积为1028平方公里，户籍总人口44.3万人，县人民政府驻环峰镇。

## 历史沿革
秦时为历阳县地，属九江郡。東晉大興二年（319年），分歷陽縣境西部僑置龍亢縣，縣治在今縣南40里，相傳即今楊府城村。宣帝末，北周盡取江北之地，將龍亢縣地併入歷陽縣，至此龍亢縣廢。
- 唐武德六年（623年）分歷陽縣西部地區原龍亢縣境域設含山縣。據《大清一統志》：「在含山縣西30里，崔嵬雄峻，群山列峙，勢若吞含，因以命名」。
- 武德八年（625年），含山縣廢，併入歷陽縣。
- 長安四年（704年），改置武壽縣，屬淮南道和州。
- 神龍元年（705年），復名含山縣[2]。
- 至正二十七年（1367年），含山縣廢，縣南部分入無爲州，餘併入和州，屬南京廬州府。
- 明洪武十三年（1380年），復置含山縣，属京師和州直隸州。
- 明正德七年(1512年)，始築城濠。
- 嘉靖三十七年(1558年)，改築磚城，高厚倍于正德間。
- 民國二十七年（1938年）4月26日，因日軍入侵，含山縣政府遷往仙蹤。
- 民國三十四年（1945年）7月17日，縣城光復；8月2日，縣政府由仙蹤遷回含城。
- 1958年12月15日，含山县、和县合并为和含县，属马鞍山市，县治设历阳镇。
- 1959年6月1日，含山、和县分开，各还原建制。
- 1965年7月28日，改属巢湖专区（后专区改为地区、行署）。
- 1999年8月5日，撤销巢湖地区设地级巢湖市，属地级巢湖市。
- 2011年8月22日，原地级巢湖市区域调整，含山县划归马鞍山市。

## 地理环境

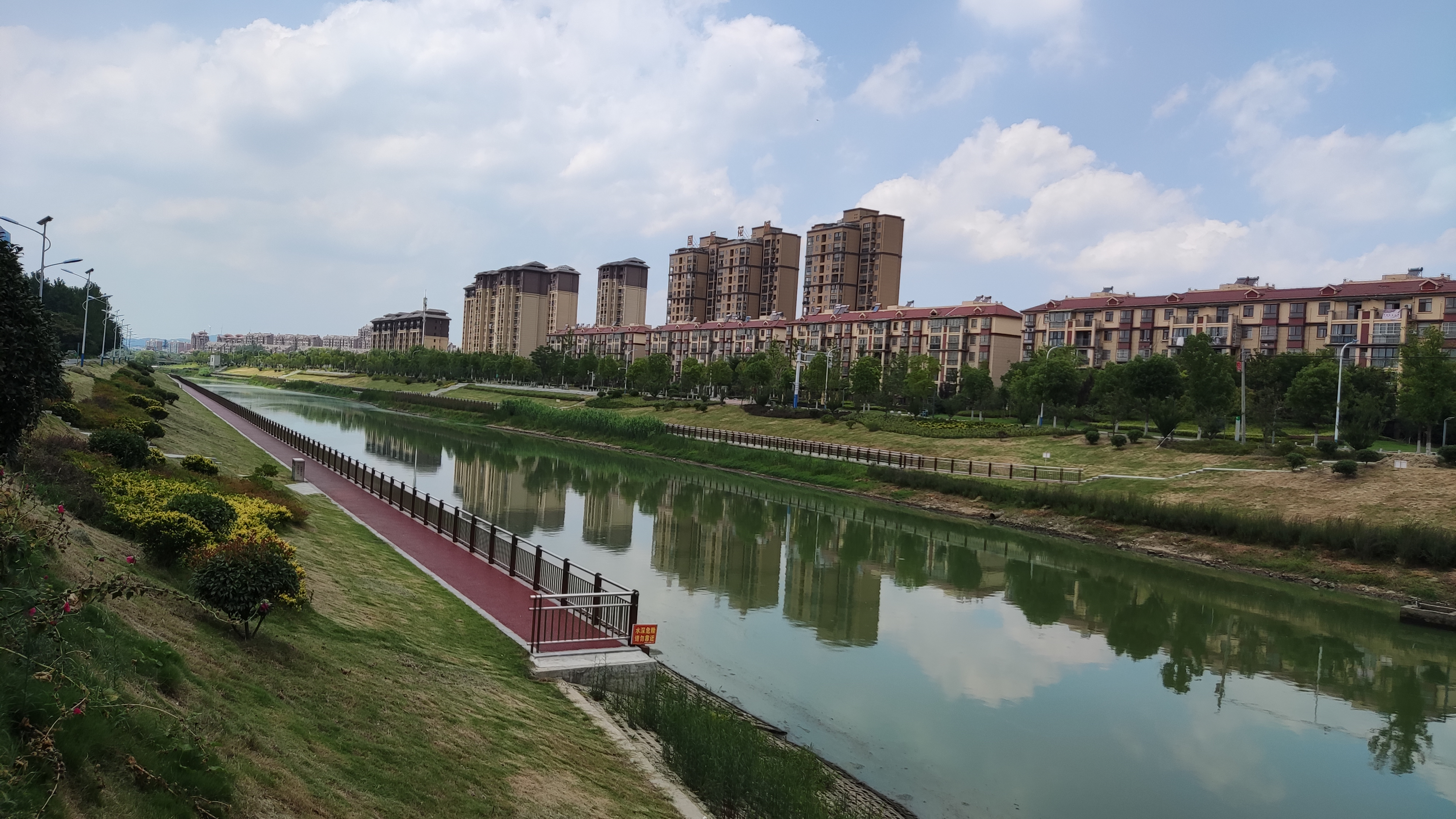
得勝河畔

### 位置
含山地处长江下游北岸，东经117°53′—118°13′，北纬31°24′—31°53′。东与马鞍山市和县接壤，西与巢湖市相连，南与芜湖市无为县以裕溪河相隔，北接滁州市全椒县。全县辖8个镇，93个村、26个社区。总面积1032.8平方公里，耕地34.2万亩，山地38.4万亩；向东距离华东第二大都市南京市（浦口区）约70km，向西距离安徽省省会合肥市（肥东县）约80km。

### 气候
县境地处北中低纬度地区，属北亚热带温润性季风气候。特征为季风明显，四季分明，冬寒夏热，春秋温和，春温多变，秋高气爽；雨量适中，但夏多冬少，分配不均，夏雨集中，梅雨显著；日照多，无霜期长，光热水等气候资源颇为丰富。四季划分县境民间以农历1、2、3月为春季，4、5、6为夏季，7、8、9为秋季，10、11、12为冬季。以气候统计分析，按阳历12、1、2月份为冬季，3、4、5月份为春季，6、7、8月份为夏季，9、10、11月份为秋季，亦以1、4、7、10月份为冬、春、夏、秋四季的代表月。县境大致3月下旬入春，5月下旬入夏，9月下旬入秋，11月下旬入冬。春秋两季各占两个月，春季略少；冬夏两季各占4个月，冬季略长于夏季。

### 地貌
丘陵、山地： 县境地形大体是西北高东南低。东南部为长江下游平原的一部分。中部和西北丘陵起伏，山丘错杂，山势大部分坡缓谷宽；山脉走向以南西北东向为主，山顶海拔高程一般在300米左右，最高峰是苍山主峰，海拔高程481米。主要山峰自北向南有：青龙山、大茅芦尖、马山、方山、黑山、苍山、大犁头尖、六宕山、太湖山、林头山等。县低山高丘面积381.7平方公里，低丘山地371.3平方公里，分别占县总面积的36.96%和35.95%。
平原、圩区： 县境平原圩区属长江下游平原的一部分，为冲积平原。圩区主要分布在长江支流裕溪河水系和滁河水系两岸。牛屯河、得胜河两岸也有小片冲积平原。平原地层主要由淤泥质亚粘土和泥炭层组成。圩区总面积279.8平方公里，占全县总面积的27.09%。圩区内沟渠密布，土地肥沃，是县内的主要产粮区。

### 地質
縣境地層屬揚子地層區，下揚子地層分區，巢湖-安慶地層小區，地層結構覆蓋層爲第四系晚更新世（Qp3x）下蜀組粘土、粉質黏土及含碎石黏土組成，具有弱膨脹潛勢，遇水易軟化，含Fe、Mn質結核及浸染。下部基岩由白堊紀赤山組（K2c）粉砂岩、泥質粉砂岩組成，該層厚度大，分佈廣泛。

### 氣象
多年均氣溫15.8℃，歷年最高氣溫38.9℃，歷年最低氣溫-12.2℃，全年≥10℃積溫爲5013℃，年均降水量1090.4mm，10年一遇24小時最大降雨量169mm，20年一遇24小時最大降雨量258.4mm，降水量多集中在5~8月。多年平均無霜期爲239d，年日照時數約2126.1h，風向有明顯的季節性變化，冬季以偏北風爲主，夏季以偏南風爲主，春秋兩季爲風向轉換季節，年平均風速2.7m/s；年均蒸發量爲1487.8mm；土壤最大凍結深度15cm。

### 水文
縣境水系可分爲滁河、得勝河、裕溪河三大流域。主要河流6條：滁河及其支流仙踪河、得勝河、裕溪河及其支流清溪河、牛屯河。
縣境共有中型水庫四座：長山水庫、東山水庫、昭關水庫、和平水庫。

## 行政区划
- 明正統六年(1441年)，縣治7坊：明道坊、崇儒坊、進賢坊、再思坊、和陽坊、登雲坊、進士坊，全縣劃爲4鄉17都2鎮：梅山鄉（一都、南二都、北二都、三都、四都）、銅城鄉（五都、六都、東七都、西七都、東九都、西九都）、昇城鄉（十一都、十二都、南十三都、北十三都）、移風鄉（十四都、十五都），運漕鎮（在東七都）、仙踪鎮（在十五都）。[3]
- 順治八年(1651年)，轄鎮7個，增加銅城閘鎮（在六都）、三乂河鎮（在東七都）、再安鎮（在北十五都）、清溪鎮（在十二都）、大朴樹鎮（在縣南十五里北二都）。
- 康熙二十三年(1684年)，全縣設4鄉17都（與正統年同），7鎮：運漕鎮、仙踪鎮、清溪鎮、大朴樹鎮、銅城閘鎮、三乂河鎮、在安鎮，26坊：明道坊、貞度坊、肅尞坊、文運維新坊、樽道坊、同明坊、進士坊、大司馬坊、世科坊、賔賢坊、一鶚橫秋坊、瀛洲步武坊、錦衣世勲坊、世科坊、春官大夫坊、亞魁坊、崇儒坊、進賢坊、和陽坊、善化坊、登雲坊、登庸坊、亦世科甲坊、欽立貞傭坊、思揚貞節坊。[2]
- 乾隆十三年(1748年)，縣轄鎮8個，增加東關鎮、關門鎮；大朴樹鎮衰落。
- 民國17年(1928年)，全縣設城區、東一區、西二區、西三區、南四區、南五區、南六區、南七區、南鎮區、北鎮區10個區。
- 民國21年(1932年)廢都，推行保甲制。
- 民國22年(1933年)，全縣設6區、17鄉、396保、3969甲。17鄉是：姚廟鄉、邵集鄉、仙踪鄉、謝集鄉、昭關鄉、龍梅鄉、崇字鄉、半湖鄉、淋頭鄉、福山鄉、東彭鄉、廟趙鄉、大李鄉、長大鄉、銅城廟鄉、陶廠鄉、清溪鄉。另有環峰鎮、運漕鎮、銅城閘鎮。
- 民國24年(1935年)實行聯保制，全縣設3區，39聯保，396保，4001甲。
- 民國26年(1937年)廢除聯保制，實行鄉鎮保甲制，全縣設16鄉鎮，134保。
- 民國30年(1941年)，全縣劃爲12個鄉鎮：淋福鄉、東長鄉、廟趙鄉、運漕鎮、石門鄉、黃河鄉、銅閘鎮、龍亢鎮、仙姚鄉、後河鄉、崇龍鄉、清湖鄉。計97保，896甲。
- 民國35年(1946年)10月，全縣劃爲20個鄉鎮170保：
  - 環峰鎮：轄龍亢、七里、九連、登科、掛山、花山、太平等7保。
  - 龍梅鄉：轄梅山、張公、關帝、龍塘、烟墩、二郎、麻湖、勝陽等8保，鄉駐地張公廟。
  - 崇字鄉：轄巧脈、十字、官山、沙莊、三官、袁三、龍王等7保，鄉駐地牛塘崗。
  - 昭關鄉：轄牛路、青龍、昭關、長山、郭公、安軍等6保，鄉駐地昭關。
  - 謝集鄉：轄謝集、大宣、小鄭、山窪、鮑莊、後圩、大蔣、王山等8保，鄉駐地謝集。
  - 仙踪鄉：轄街南、街北、大凌、江淮橋、夏棚、大夏、玉皇殿、小沈、大武等9保，鄉駐地仙踪鎮。
  - 邵集鄉：轄邵集、金牛、龍崗、茶庵、朱集、張圩、上范、大谷、再安等9保，鄉駐地邵集。
  - 清溪鄉：轄清溪、河西、興龍、漢王、橫龍、蒼麓、蕭公、佛慧等8保，鄉駐地清溪鎮。
  - 西姚廟鄉：轄小曾、魏集、葛集、東洪橋、迎水庵、雙林庵、馬頭王、東岳龍、李家窪、陸家衖等10保，鄉駐地姚廟。
  - 半湖鄉：轄桃園、方麓、臥虎、後湖、半湖、三星、卞麓、董城等8保，鄉駐地蕭村。
  - 淋頭鄉：轄雙井、張疃、三疃、都勝、南河、樂城、桂花、桃園等8保，鄉駐地淋頭鎮。
  - 東彭鄉：轄東關、樊圩、大張、仙鶴、毛灘、山王、三郭等7保，鄉駐地東關鎮。
  - 福山鄉：轄青龍、橫山、招旗、竹林、桃山、觀音、萬壽、黃溪等8保，鄉駐地張什一。
  - 陶廠鄉：轄石門、馬山、祁首、雲塘、東關、北閘等6保，鄉駐地陶廠鎮。
  - 銅城廟鄉：轄銅城廟、大呂、官塘、塔崗、姜團、西河、關門鎮、花山、盛河、楊府、太平、康慶等12保，鄉駐地銅城廟。
  - 銅城閘鎮：轄示范、程陶、東莊、周程、坦山魏、四都許、西莊等7保，鄉駐地銅城閘。
  - 廟趙鄉：轄河北、俞劉、羅賈、衛灣、施灣、五戶、大杜、張翟、迴龍、崗曹等10保，鄉駐地黃雒河。
  - 長大鄉：轄王窪、韋崗、關帝、凌灘、陳山、老陳、司徒、黃嘴、劉井、韋王等10保，鄉駐地長崗集。
  - 運漕鎮：轄上大街、下大街、東街、中心、北河沿、大北門、東陳、林村、北門上、孫崗、大尹、何村、沈村、西河沿等14保，鎮駐地運漕鎮。
  - 大李鄉：轄張王、楊晏、曹李、大灣、羅埂、橫埂、王港、三河等8保，鄉駐地三乂河平浪王廟。
- 民國36年(1947年)3月，全縣鄉鎮併爲13個：邵集鄉、謝集鄉、仙姚鄉、龍亢鎮、崇龍鄉、清湖鄉、石門鄉、淋福鄉、銅城閘鄉、東長鄉、廟崗鄉、運漕鎮、黃河鄉。
- 1949年7月，全縣設5區，45鄉鎮，廢除保甲制度，改爲行政村、自然村。
- 1950年，將本縣姚廟鄉大衖、旗山2個村劃屬巢縣；將和縣祁門站街東包括柴家劃入本縣。
- 1950年，全縣設5區，63鄉鎮。
- 1951年，區設置同前，鄉增加到68個。其中城區增祁門鄉、流塘鄉，撤巨興鄉；陶廠區增設關帝、劉武、西河三鄉；運漕區增設運東、運西兩鄉。
- 1951年下半年，將含山縣運漕區後河鄉劃入和縣。
- 1952年，增設清溪區，運漕區劃爲太湖、楊柳兩區，運漕鎮劃爲縣直屬鎮。全縣設7區83鄉鎮。
- 1956年併區併鄉，全縣劃爲4區32鄉鎮。
- 1956年2月，將含山縣力寺鄉（原屬鉅興）劃入巢縣；同時，將巢縣魯橋區復興鄉的西張村、北張村、凹子范、周崗村劃入本縣；將和縣新橋區新塘鄉的大過、小過、彭墩東村劃入含山，將含山縣銅廟鄉西河賈村對河的小莊村劃入和縣。
- 1957年，撤環峰區，所轄5鄉歸縣直轄。時縣直轄鄉鎮8個，其他區劃不變。
- 1958年11月，改區鄉鎮建置爲農村人民公社。全縣成立7個農村人民公社：以張公、梅山、三官、七里、褒山、十字、環峰7個鄉鎮成立紅旗人民公社，後改爲環峰人民公社；以仙踪、昭關、再安、駱集、葛集、玉皇、謝集7鄉鎮成立昭關人民公社，後改爲仙踪人民公社；以清溪、巨興、半湖、白衣4鄉鎮成立躍進人民公社，後改爲清溪人民公社；以隱龍、臥虎、福山、林頭4鄉鎮成立上游人民公社，後改爲林頭人民公社；以東關、太湖、鴨西、銅閘4鄉鎮成立衛星人民公社，後改爲長崗人民公社；以黃墩、海口、運漕3鄉鎮成立先鋒人民公社，後改爲運漕人民公社；以陶廠、銅廟、司徒3鄉鎮成立東風人民公社，後改爲陶廠人民公社。
- 1959年，將和縣六聯大隊及方橋大隊部分村莊劃入含山縣張公鄉。
- 1961年9月，設清溪、林頭、仙踪、環峰4個區，原7個人民公社劃爲清溪、巨興、半湖、福山、張疃、林頭、仙踪、姚廟、駱集、謝集、張公、三官、九連、褒山、長崗、運漕、關鎮、含城、陶廠等19個人民公社。
- 1963年，將巢縣黃山公社大衖大隊劃入含山縣姚廟公社。
- 1963年8月，增設銅閘區。
- 1964年，改運漕鎮爲直屬鎮，全縣計20個社鎮。
- 1965年，將含山縣仙踪區葛集鄉的野茅衖、童村劃入巢縣。
- 1966年，將巢縣六衖、旗山兩大隊24村劃入含山縣。
- 1969年增設銅閘公社，全縣計21個社鎮。
- 1971年3月，增設昭關、東關人民公社；12月將原運漕公社劃爲黃墩、海口兩個公社，全縣計24個社鎮。
- 1979年3月，設仙踪、環峰、清溪、林頭、銅閘5個區工作委員會，社鎮不變。
- 1980年，含城人民公社改爲環峰鎮，直屬縣。
- 1982年，恢復區公所建制。
- 1983年4月，恢復鄉鎮政權，改人民公社爲鄉、鎮人民政府。全縣設5區、22鄉鎮、運漕、環峰兩個直屬鎮。
- 1984年3月，東關鎮上升爲縣直屬鎮，其餘鄉鎮不變。
- 1985年，黃墩、海口兩鄉劃歸運漕鎮管轄。
- 1988年，環峰鎮成立3個相當於鄉級管委會，即城郊、攀桂、鼓樓管委會。是年全縣轄5個區，3個直屬鎮，21個鄉鎮，16個居民管理委員會(其中有3個管委會相當鄉級)，221個行政村，2749個村民小組。

### 區劃現狀
下辖8个镇：
环峰镇、运漕镇、铜闸镇、陶厂镇、林头镇、清溪镇、仙踪镇、昭关镇和安徽含山工业园区。
共93村、26社區。

## 教育

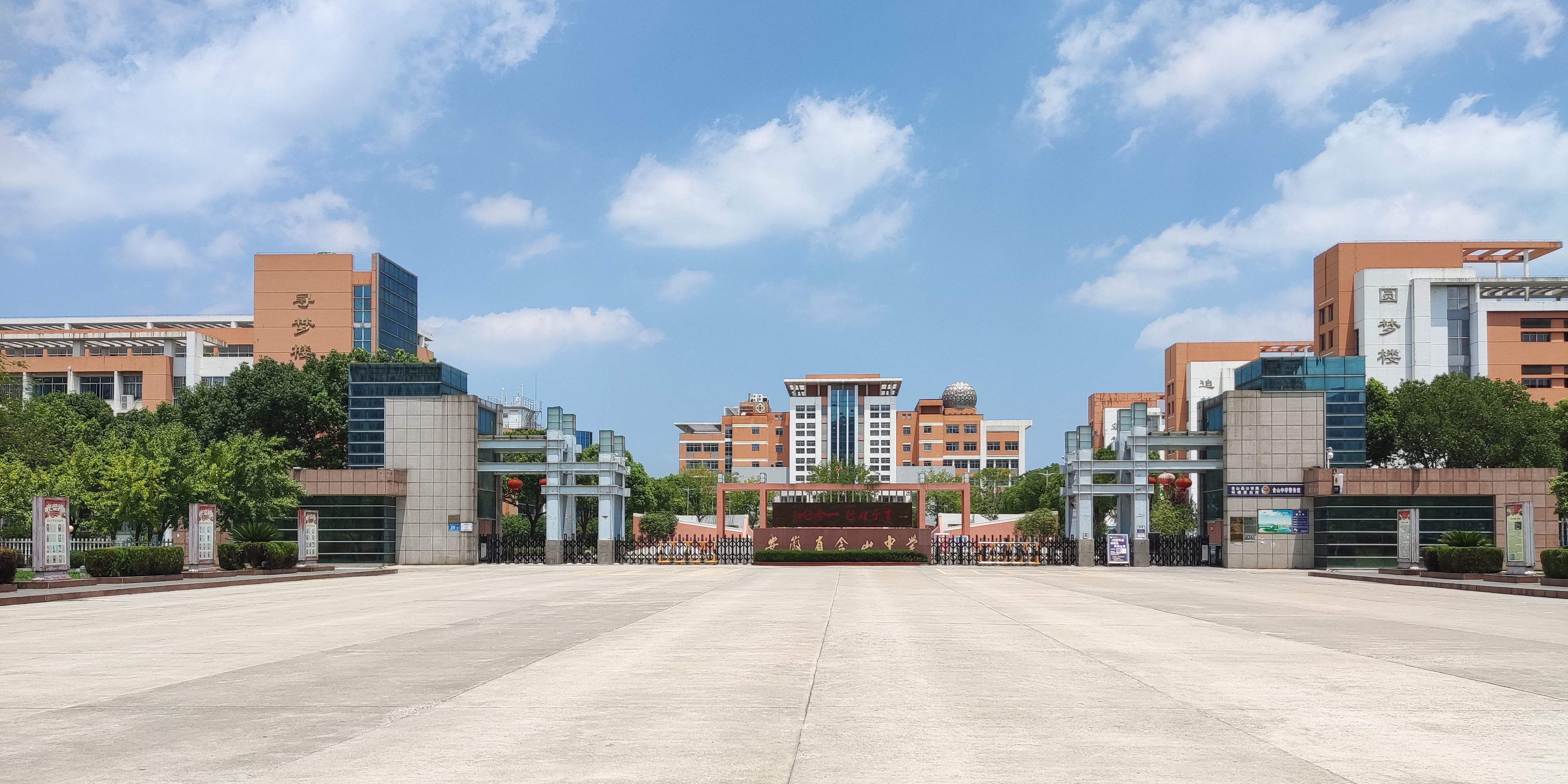
含山中學

含山县城区共有6所中学，分别为含山中学（高中）、含山一中（初中）、含山二中（高中）、含山三中（完中）、含山县育才实验学校（九年一贯制）和含山县职教中心（职中）。其中含山中学（简称含中）创办于1938年，建校初原名“七邑联中”，现属省示范高中。学校现有占地面积59641平方米，在校学生4000余人，教职工200余人（其中特级教师2人，高级教师66人）。

## 交通
過境公路：
- 芜合高速、 沪武高速、 宁合高速（待建）、 杭合高速（待建）
- 346国道、 329国道、 312国道
- 105省道、 213省道、 328省道、 441省道

過境鐵路：
- 淮南鐵路：東關站（貨運）、銅城閘站（貨運）
- 商杭客运专线：含山南站、巢马城际铁路：含山站(建设中)

## 人口
2020年末，全县总户籍达137982户，户籍人口总计443141人，比上年末减少2966人；其中城镇户籍人口168705人，乡村户籍人口274436人，年末户籍人口城镇化率达38.1%，比上年末
提升 2.5 个百分点。根据第七次全国人口普查结果，至2020年11月1日零时，全县常住人口数为336588人。

### 性别构成
全县常住人口中，男性人口占51.24%；女性人口占48.76%。总人口性别比为105.08。

### 年龄构成
全县常住人口中，0-14岁人口占17.13%；15-59岁人口占59.00%；60岁及以上人口占23.87%，其中65岁及以上人口占20.14%。

## 经济
2020年全县实现地区生产总值（GDP）204.21亿元，按可比价格计算比上年增长4.4%。其中，第一产业增加值23.03亿元，增长1.4%；第二产业增加值79.07亿元，增长6.7%；第三产业增加值102.11亿元，增长2.9%。按2020第七次人口普查结果常住人口计算，全县人均地区生产总值60673元（按年平均汇率折算为9274美元）。

## 名胜古迹
含山旅游景点众多，主要有太湖山、华阳洞两个国家AAAA级景区。褒禅山风景区，包括因楚国名将伍子胥智过昭关的历史故事而闻名遐迩的古昭关、因北宋宰相王安石传世名篇《游褒禅山记》而胜名远扬的褒禅山华阳洞、商周时期的仙踪大城墩遗址、江淮之间现存唯一一座大三孔明代石桥——仙踪江淮桥以及与半汤温泉一脉水系的昭关温泉等。太湖山风景区，包括别号“江北小九华”的太湖山，群峰连绵、佳木葱茏、清雅幽深的太湖山国家森林公园，华东第一的太湖山养鹿场，98年中国考古十大发现之一、全国重点文物保护单位的凌家滩文化遗址等。
- 褒禅山：位于含山县城东北环峰镇境内，高481米，古称华山，开发始于唐贞观年间，慧褒禅师结庐于此。华阳洞位于褒禅山腰，王安石于至和元年，率弟、友游览此洞，写出千古名篇《遊褒禪山記》。
- 昭关古泉：泉水甘冽醇美，共有大小泉眼7处，除主泉井(当地人称大井)外，还有金鸡泉、马蹄泉，水质都很好。
- 古昭关：在含山县城北7.5公里处，自古以来是南北交通要冲，有“伍子胥出昭关”的典故。